# Société nationale d'investissement du Cameroun
La Société nationale d'investissement du Cameroun (SNI) est une holding d'investissement camerounaise créée en 1964 sous la forme d’une société à capital public avec l’État comme actionnaire unique. Elle œuvre pour la mobilisation et l’orientation de l’épargne nationale et de tout autre moyen financier national et international. En 2017, son capital s’élevait à 23 855 millions de franc CFA.

## Société d'État et expert gouvernemental
Société d'État à caractère financier au capital de 22 milliards de francs CFA et dotée de la personnalité juridique et financière, la SNI est régie par les dispositions légales en vigueur au Cameroun sur les sociétés anonymes et celle relatives à l'Acte uniforme OHADA. 
Créée le 24 décembre 1964, elle est chargée par ses textes organiques, de la mobilisation et de l'orientation de l'épargne nationale et de tout autre moyen financier en vue de favoriser les opérations d'investissement d'intérêt économique et social dans les secteurs industriel, commercial et financier, ainsi que dans les secteurs de l'hôtellerie, notamment par la promotion des investissements privés, la création de projets industriels, agro-industriels, de services, viables et rentables, en coentreprise avec des investisseurs internationaux et nationaux à travers des sociétés d'économie mixte appelées à être privatisées après 7 ans de fonctionnement harmonieux. La SNI est sous régime de droit commun depuis 1994 comme toutes les entreprises privées au Cameroun, après sa réhabilitation.
Expert du gouvernement dans la conception des grands axes de politique économique et la mise en œuvre des projets sectoriels, la SNI participe à ce titre à toutes les réunions interministérielles.

## Histoire
- 24 décembre 1964 : création[2]
- 2016: mutation de la SNI en un holding de gestion de deux fonds d’investissements[3].

## Direction de l'entreprise
- Léonard-Claude Mpouma, président-directeur général du 15 janvier 1970 au 12 juin 1970[4].
- Simon Ngann Yonn, directeur général, de septembre 1985 au 21 septembre 1990[5].
- Esther Dang, directrice générale du 21 septembre 1990 jusqu'en 2003.
- Yaou Aïssatou, directrice générale depuis 2003.